# Robert Brady
Robert Peterson Brady, mais conhecido como Robbie Brady (Dublin, 14 de janeiro de 1992) é um futebolista irlandês que atua como Meio-Campo. Atualmente, joga no Preston .

## Carreira
Brady fez parte do elenco da Seleção Irlandesa de Futebol da Eurocopa de 2016.